# Jake Miller
Jacob Harris "Jake" Miller, född 28 november 1992, är en amerikansk musiker, rappare och sångare inom främst hiphop och popmusik. Han är från Weston i Florida. Han är sponsrad av Warner Bros Records. Den 5 november 2013 släppte Miller sitt debutalbum Us Against Them.
- Jake Miller har gjort låtar som "Like me"Me and you" och "Collide". Hans nyaste låt heter "First Flight Home" Han kommer att släppa ut ett nytt album nu 4 november 2014 med en massa nya låtar på han har redan satt ut en låt på nete från albumet som ett smak prov den heter "Ghost". Hans nya album heter Lion Heart

## Singlar
- "Collide"

Album: Us Against Them (2013)
- "A Million Lives"

Album: Us Against Them (2013)
- "Beast Mode" (2013)
- "First Flight Home" (2014)
- "Selfish girl" (2015)